# Кимпань
Кимпань, Кимпані (рум. Câmpani) — село у повіті Біхор в Румунії. Адміністративний центр комуни Кимпань.
Село розташоване на відстані 362 км на північний захід від Бухареста, 76 км на південний схід від Ораді, 87 км на захід від Клуж-Напоки, 130 км на північний схід від Тімішоари.

## Населення
За даними перепису населення 2002 року у селі проживала 921 особа, з них 919 осіб (99,8%) румунів. Рідною мовою 920 осіб (99,9%) назвали румунську.